# 永斯·贝采利乌斯
永斯·雅各布·貝采利烏斯男爵（1779年8月20日—1848年8月7日），瑞典化學家。他就讀烏普薩拉大學，獲得醫學學位後投身於研究工作，並先後在醫學外科學院（卡羅琳學院前身）擔任教師（無薪）和教授（有薪）。
貝采利烏斯發現了鈰、硒、矽和釷這四種化學元素，成功測定幾乎所有已知化學元素的原子量，提出了同分異構物、聚合物、同素異形體和催化等重要化學術語，提出了近似現制的元素符號系統，還在化學教育、學術機構管理、礦物學、分析化學作出貢獻；然而，他生前所主張的電化二元論和活力論後來被確認是錯誤的。貝采利烏斯在1848年逝世，他被譽為現代化學發展的關鍵人物之一、以及「瑞典化學之父」，在生前以至死後均獲享多種榮譽及紀念。

## 早年生平及教育

### 童年至入讀大學

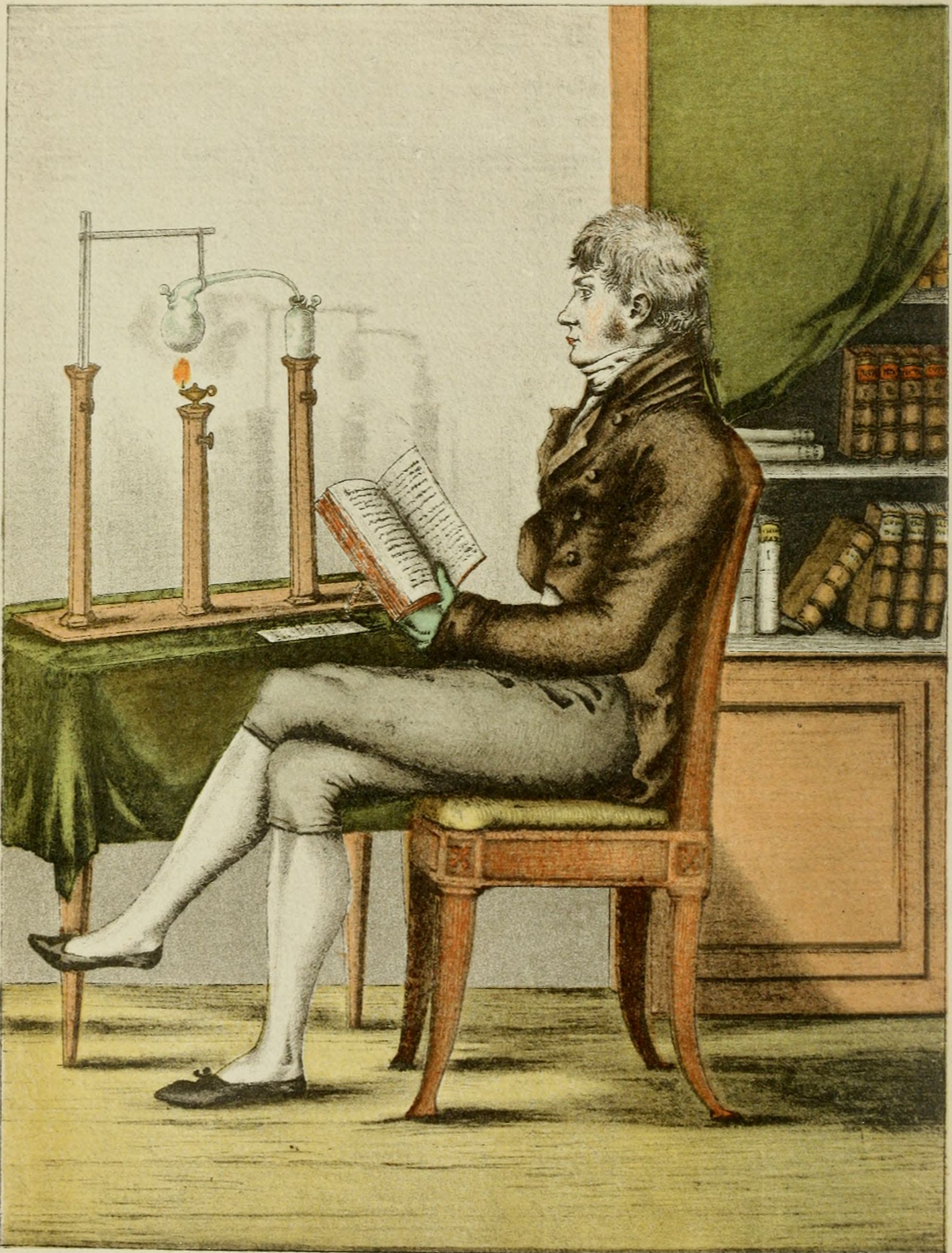
贝采利乌斯少年讀書像

貝采利烏斯出身於一個受過良好教育的瑞典家庭，但他渡過了艱難的童年。貝采利烏斯四歲時，他身為教師的父親因結核病逝；母親兩年後帶着三個小孩再嫁給一名牧師，這名牧師是一個育有五個孩子的鰥夫。可是，貝采利烏斯的母親其後亦去世，淪為孤兒的他棲身繼父家中；繼父仁慈而有教養，貝采利烏斯得以在他家裡接受教育。後來繼父再娶，雖然繼父對貝采利烏斯一家的孩子和自己的孩子予以平等對待，但繼母對待前者很差，更因不滿家中孩子太多而把他們送走；貝采利烏斯長大後憶述，這段時候的他恐慌不安，而且童年沒有快樂回憶。
1793年，貝采利烏斯結束寄人籬下的歲月，到林雪坪就讀中學，同時為一名富裕地主的孩子擔任私人導師，又在田間勞動，晚上在放了一袋袋馬鈴薯的貯藏室裡睡覺。在這段時期，貝采利烏斯得到老師啟發，又閱讀生物學家卡爾·林奈的作品，由此對自然歷史產生興趣，開始收集植物和鳥類。中學畢業後，貝采利烏斯不按養父母的意願成為牧師，而決定修讀醫學；雖然他在成績表裡被評論為「品行欠佳」、「前景未定」，但最終成功進入烏普薩拉大學的醫學院。

### 入讀大學至成為教授
貝采利烏斯在1798年第一次上大學的化學課，結果他該年的期末考試結果幾乎不及格，不過物理成績良好。後來，贝采利乌斯發現化學教授約翰·阿夫塞柳斯不會經常留在實驗室監視學生，開始私下到實驗室進行各種實驗，例如從化學教科書學習回來的實驗，由此對化學產生深刻的興趣；阿夫塞柳斯獲悉後沒有責備他，反而邀請他以正常途徑使用實驗室。貝采利烏斯後來憶述，阿夫塞柳斯此後對他非比尋常地親善友好和充滿信心。在就讀大學時，貝采利烏斯讀到了亞歷山德羅·伏打的伏打電堆，馬上自己製造一個；他對電化學產生興趣，並在學位論文研究觸電對病人的影響。此外，貝采利烏斯亦撰寫了數篇論文，其中一篇的研究方法是對附近一處療養地的礦泉水進行化學分析，這論文獲出版，其餘的則不被瑞典皇家科學院接受。
1802年，貝采利烏斯大學畢業，獲得醫學學位，決定投身於研究工作。他同年移居至斯德哥爾摩，成為醫學外科學院（卡羅琳學院的前身）的無薪教師。擔任無薪教師令貝采利烏斯有地方進行研究，卻要依靠父母的小筆遺產來生活。大概在這個時候，貝采利烏斯結識了同樣對化學有興趣的威廉·希辛格，他們兩人一同進行研究，發現鹼和土會遷移至伏打電堆的負極，而氧氣、酸和被氧化物則會遷移至正極；1803年，兩人發表論文，公開研究成果。與此同時，貝采利烏斯進行多項科學研究，與希辛格發現了一種未知化學元素的氧化物。
貝采利烏斯沒有收入來源，只好為貧苦大眾行醫來維生，每年有66瑞典達勒的收入；他又打算與人合夥開設製醋工廠，但合夥人躲債，令貝采利烏斯獨自負擔起債項。此外，貝采利烏斯又與希辛格合作出版學術期刊，以抗衡瑞典皇家科學院，這令貝采利烏斯陷入巨債。
1807年，醫學外科學院的教授去世，貝采利烏斯被任命為他的繼任人。隨着法瑞戰爭的爆發，醫學外科學院教授被視為與軍官同等地位，貝采利烏斯作為教授的薪金也被提升至和平時期的兩倍。贝采利乌斯後來又成為斯德哥爾摩大學的化學教授。

## 貢獻

### 發現多種化學元素

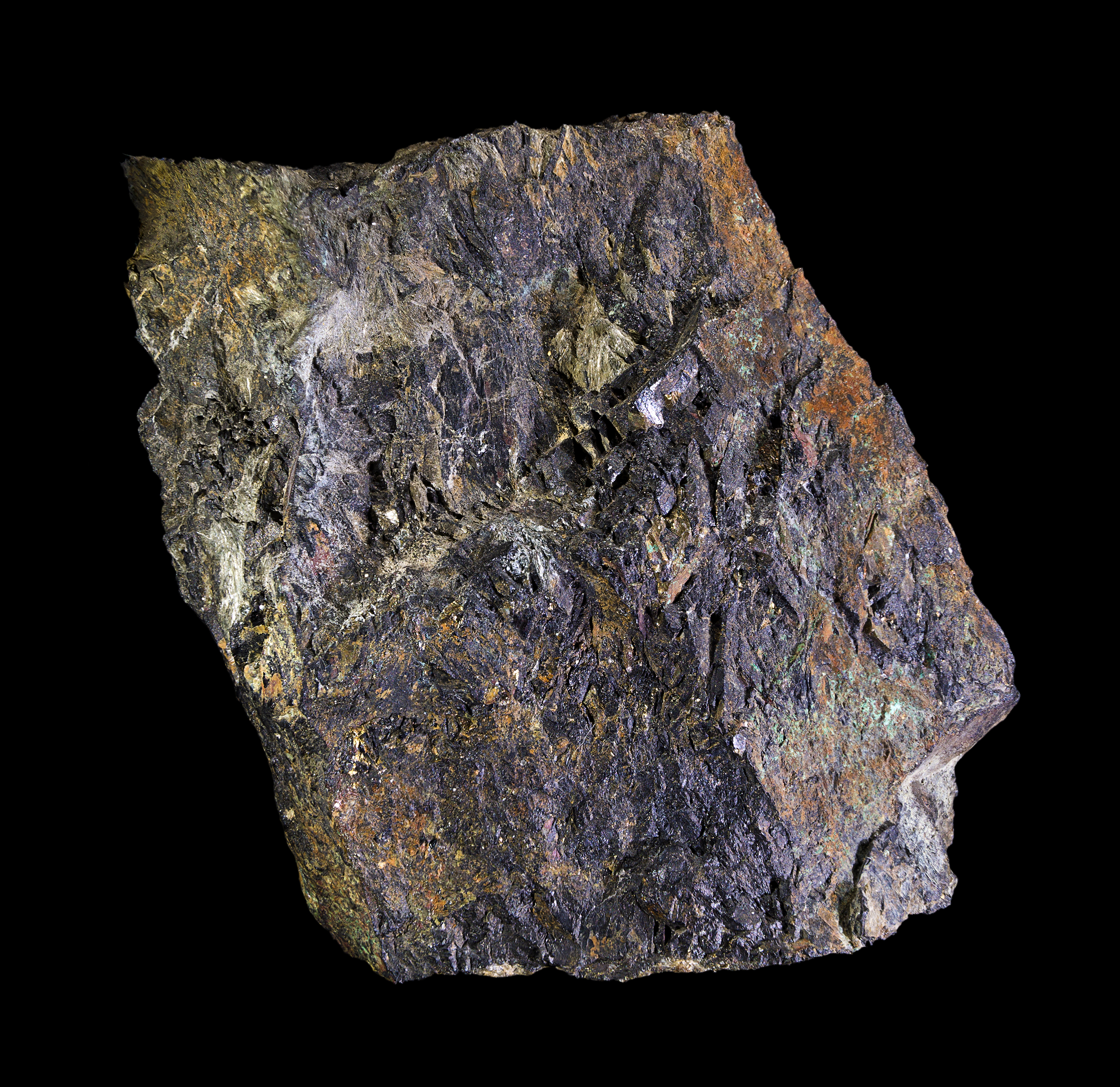
一塊矽鈰石

贝采利乌斯對各種化合物均有興趣，因而發現了多種化學元素，它們分別是鈰、硒、矽和釷；在他的實驗室進行研究的學生也曾經發現化學元素，包括鋰、釩以及幾種稀土金屬。
1803年，贝采利乌斯與希辛格在一種紅棕色的稀有礦物質（現稱為矽鈰石）發現了一種未知化學元素的氧化物。這種未知元素有兩種不同氧化數的氧化物，其中一種的溶液透明無色，另一種的溶液呈黃紅色；贝采利乌斯覺得這種未知元素有特別之處，難以把它的氧化物置於其他已知的土中。他受兩年前發現的天體穀神星（Ceres）啟發，把新元素命名為（鈰）。兩人很快就鈰的發現撰寫論文，送交德國學術期刊《新化學總刊》（Neues allgemeines Journal der Chemie）；編採人員同意把這論文刊登在期刊裡，但排期在馬丁·克拉普羅特同樣關於發現新元素的論文後出版。1804年，《新化學總刊》出版者阿道夫·費迪南德·蓋倫致函希辛格，把鈰的發現歸功於他和贝采利乌斯，克拉普羅特接受這決定。但是，另一名化學家路易-尼古拉·沃克蘭斷言指，贝采利乌斯與希辛格發現鈰後把研究成果和樣本交予克拉普羅特，後者再以自己的名義發表研究。這指控激怒了克拉普羅特，他寫了一封用詞憤慨的信給贝采利乌斯，質問他有否向沃克蘭捏造欺世盜名的指控；贝采利乌斯行文謙遜地回覆了克拉普羅特，指自己尊重對方、故不會如此造謠，此後得不到克拉普羅特的回信。
贝采利乌斯在1817年發現硒，這是源於一家硫酸生產商的委託。一所瑞典硫酸生產商發現，黃銅礦焙燒後會在鉛室地面留下紅色沉澱物，這些沉澱物有腐爛辣根的異味，引起員工和僱主的關注，因此委託贝采利乌斯和约翰·戈特利布·甘恩研究這些沉澱物。克拉普羅特早前已認定異物由碲產生，但贝采利乌斯不認為沉澱物有存在碲的迹象，而是有一種性質與碲很相似的未知物質；由於碲（tellurium）這個名稱源自（意指地球），贝采利乌斯以代表月球的希臘文詞語命名這未知物質，把它命名為（硒）。贝采利乌斯在他寫給克勞德·貝托萊的書信中簡介了提取硒的方法：首先把大量上述的沉澱物溶解在由濃硝酸和濃鹽酸按1:4混合而成的王水裡，加入硫酸，再把以上步驟產生的硫酸鉛過濾走；把這些硫酸鉛與硫化氫混合，產生銅、汞、錫、砷和硒的混合物；然後把混合物加到王水，以鹼中和，把以上步驟產生的重金屬氧化物過濾走，將濾液加熱至乾燥、通紅；最後，在剩餘的溶液加入氯化銨，並把此混合物加熱至所有氯化銨已蒸發，從而以氨在亞硒酸鈉中分解出硒。
1824年，贝采利乌斯把氟矽酸鉀與鉀一同加熱，但這樣做的產品含有雜質矽化鉀；因此，他把產品加在水中攪拌，令其與水發生化學反應，從而獲取純度較高的矽。贝采利乌斯同年在自己製造的樣本觀察到矽原子和碳原子之間存在化學鍵，並就此發表論文，因此他很可能是首個合成出碳化矽的人。
贝采利乌斯曾在1815年發現與另一種金屬氧化物相似的「未知氧化物」，並以北歐神話雷神索尔（Thor）命名構成這種「氧化物」的未知化學元素，把它命名為（釷）；但是，他發現的物質被證實不是未知化學元素的氧化物，而是磷酸釔。1819年，礦物學教授延斯·埃斯馬克無法辨別兒子莫滕·特拉内·埃斯馬克交給自己的礦物質，把樣本交給贝采利乌斯進行化學分析；贝采利乌斯發現樣本含有60%的未知氧化物，其後在一份出版於1829年的刊物公開此發現，並重新使用「釷」這個名稱來命名構成上述未知氧化物的化學元素。

### 測定準確的原子量
約翰·道爾頓提出原子理論中的倍比定律後，贝采利乌斯認為現存數據的準確度並不足以令理論能用於實際，因此決定進行大量分析，來確定理論的真實性。
如果要通過這些理論來闡釋化合物的构成，測定精確的原子量和分子量至關重要；而測定化合物質量的方法是，先找出該化合物內原子的數量，然後量度單個原子的相對重量。量度氣態物質的質量較易，只需要計算用以產生該物質的反應物之體積比。對於測定鹽（酸和鹽基發生中和反應產生的離子化合物）的質量，贝采利乌斯提出，源自酸的氧原子數量是源自鹽基的氧原子數量的倍數；經驗也顯示，氧原子與其他原子只會以幾種比例構成氧化物，從而限制了可能比例的數量。
雖然道爾頓主張以氫原子作為基準，但贝采利乌斯選擇以氧原子的質量為基準，這是因為他主要通過分析氧化物來測定原子量，而且氧化物比氫化物更常見；他把100訂為氧的原子量，當要計算金屬氧化物的質量，就把金屬的原子量加上100或其倍數。由於英格蘭等地的慣例是以氫原子作為基準，贝采利乌斯有時亦會這樣做，但他會把兩個氫原子的質量訂為一。
贝采利乌斯花了十年時間來測定原子量和分子量，在1818年發表了研究成果，又在1826年發表準確度更高的數據；就這樣，他測定了幾乎所有已知化學元素的原子量。在出現新的實驗證據後，贝采利乌斯會按照證據來調整測量出來的原子量。

### 提出多個化學術語

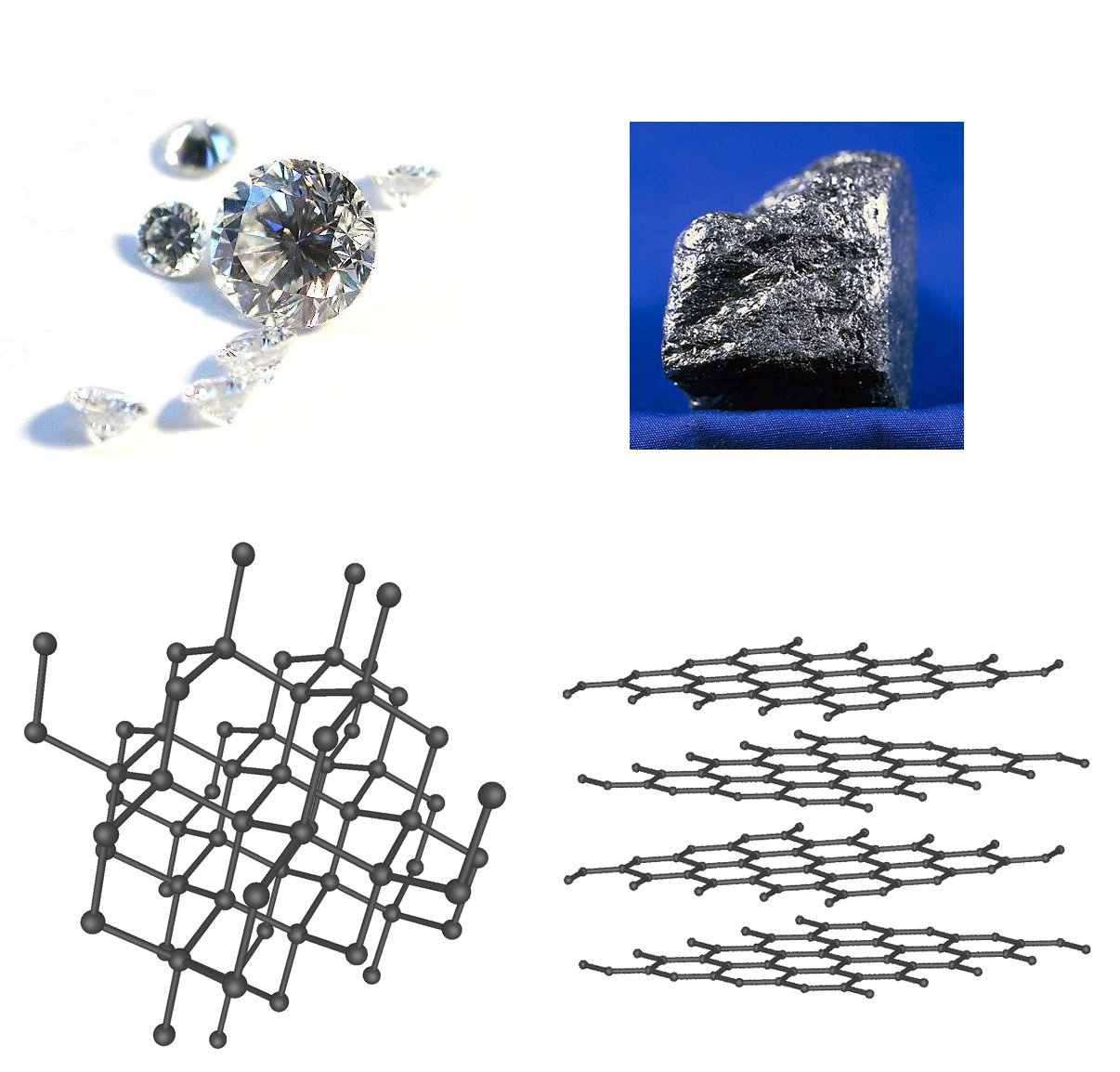
碳的兩種同素異形體

贝采利乌斯提出了同分異構物、聚合物、同素異形體和催化這些重要化學術語。
1833年，贝采利乌斯提出把分子式相同、但結構不同的化合物稱為同分異構物（isomer，意指「相等的部分」）。1841年，贝采利乌斯審視物理學家莫里茨·路德維希·弗蘭肯海姆的研究，看到他把碘化汞的熱致變色、單斜硫與菱形硫的轉變列為同分異構的例子；他進而提出把實驗式相同、但分子量不同的化合物稱為聚合物（polymer，意指「很多部分」），並把構成化合物之原子的排布不同這一情況稱為同色異譜。但是，贝采利乌斯認為上述兩個術語均不能解釋同一化學元素的兩種形態之間的差異，於是提出了同素異形體這一術語。
贝采利乌斯很可能史上首次把催化確認為一個廣泛自然現象。他曾寫道，有些物質可以在其他物質上進行與後者化學親和力很不同的動作，從而導致後者分解和重組，自己卻沒有出現變化。由此，贝采利乌斯提出了「催化力」的存在，並把這種力量導致的分解稱為「催化」。

### 發展元素符號系統
道爾頓在出版物中以圖像符號標示原子，不少化學家對此做法有保留。生物學家林奈為每種動植物指定具權威性的拉丁文名稱，贝采利乌斯承襲此做法來制定元素符號系統。他把化學元素拉丁文名稱的第一個字母改為大楷字母，用作化學符號；如果一種元素的拉丁文名稱第一個字母與另一種元素的一樣，贝采利乌斯會在該字母後加上一個小楷字母，作為其中一種元素的化學符號，從而區別它們。
訂定各元素的符號後，贝采利乌斯嘗試為化合物建立能夠顯示構成它的元素、以及其化學性質的標示方法。他和其他科學家用了數年時間調整標示化合物的系統，起初提出在元素符號上放置上標來標記該種原子在化合物的數量，其後又提出在元素符號上加點來表示氧原子、從而標示氧化物的構成。
贝采利乌斯提出的元素符號系統起初不受學界青睞，甚至受到道爾頓的反感，連贝采利乌斯自己都不敢在自己的出版物裡大規模地使用這些符號，後來漸漸得到接受。現在使用的元素符號系統和化合物標示方法基本上與贝采利乌斯的一樣，不過某種原子在化合物的數量會寫在下標而非上標。

### 其他貢獻

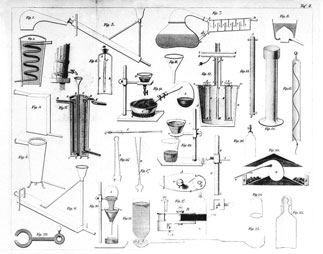
在贝采利乌斯撰寫的教科書裡，一張描繪各種實驗器材的圖片

贝采利乌斯撰寫的化學教科書在他身處的時代被視為標準教材，並被廣泛翻譯至其他語言；這些教科書當中，有些包含他自己進行分析而採集得來的數據，有一本描寫和繪畫了他製備的試劑與實驗室設備，為世界各地的實驗室提供了基本實驗器材的典範。贝采利乌斯亦被評論為一名有效的學術機構管理者，曾被形容為「瀕死」的瑞典皇家科學院在贝采利乌斯擔任常务秘书近三十年後重新活躍起來。他發表了超過250份回憶錄，以及27卷關於物理和化學研究進展的年度報告。
贝采利乌斯在礦物學也有研究，他把礦物質按化學成份分類，而非依照過往的做法來按晶體種類分類。他又為了進行化學測試而開發了不少至今仍被使用的分析方法，例如用氫氟酸分解矽酸鹽、用氯分離金屬。

## 治學作風
贝采利乌斯是一名嚴格的經驗主義者，堅持任何新的理論需與化學知識一致。他認為，化學家應該從已知領域出發到未知；除非另有證據，否則應使用已证實可靠的方法探索新領域。此外，贝采利乌斯勤奮工作的能耐極大，被形容為「難以置信的能量」，而且總是會按計劃工作，其辦事方式被認為遠比另一位化學家漢弗里·戴維有系統。贝采利乌斯一般待人仁慈，工作的時候說很多話，只會在頭痛發作、出外旅行和撰寫年鑑時缺席工作。

## 已知的錯誤主張
贝采利乌斯主張電化二元論，即使這理論一度備受批評，他仍是畢生堅持。電化二元論認為，原子帶有電荷，化學結合是電荷相反的原子相互中和的結果；贝采利乌斯以此理論解釋化學反應和化合物性質。起初，贝采利乌斯在歐洲化學界佔主要地位，他對電化二元論的研究為他贏得了權威，此理論曾是歐洲最成功的化學理論。但是後來，年輕化學家奧古斯特·羅朗在博士論文中批評電化二元論，又寫信給贝采利乌斯，力勸他承認基於「分子內的原子排布影響化合物的性質」這一主張的解釋架構的優處，兩人其後就這些議題爭論。不認同電化二元論的意見指出，在這理論之下，不同的化學反應會令同一種物質出現不同化學式。根據現在的科學知識，原子有相同數量的質子（帶有正電荷）和電子（帶有負電荷），因此是電中性的。
和當時的幾乎所有人一樣，贝采利乌斯信奉活力論；活力論認為，生命系統具有一種非生命系統欠缺的「生命力」，因此不可能在實驗室人工合成出生物製造的化學物質。他在1807年首次使用有機化學這詞，把這概念用作形容「對源自生物的物質之化學研究」。但是，贝采利乌斯的學生弗里德里希·維勒成功人工合成尿素，並向贝采利乌斯寫信告知此發現，掀開了活力論消亡的序幕。現在，有機化學被定義為對含碳化合物之結構、性質、構成、化學反應和製備的研究，範圍包括符合此定義的人造物質。

## 晚年生活及逝世

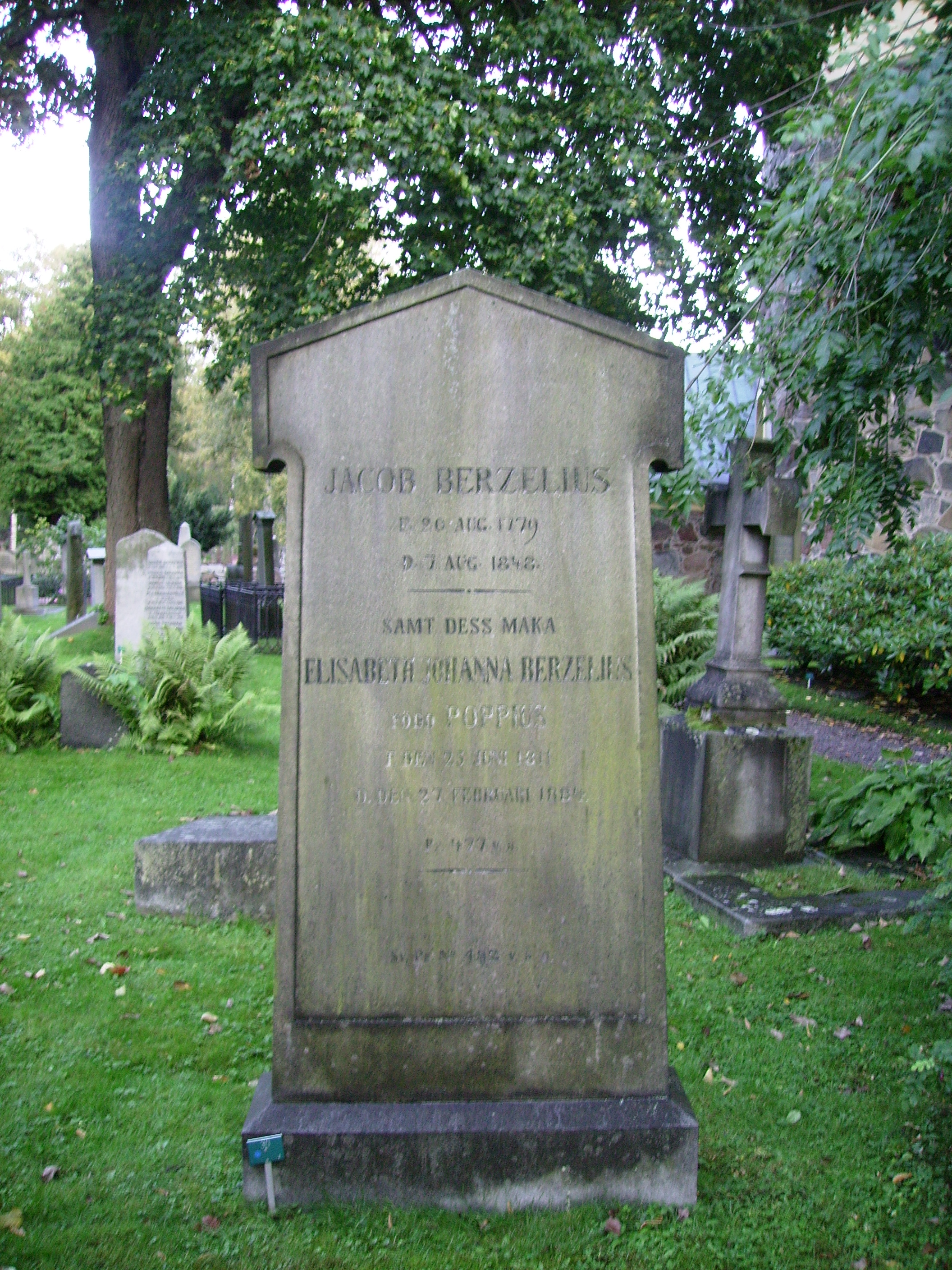
贝采利乌斯在索爾納教堂的墳墓

贝采利乌斯在科研工作以外的生活相對較平靜，他在晚年四出旅遊，在1832年因視力和記憶力衰退而退休，但此後仍然對研究工作有興趣；1835年，他迎娶了朋友的女兒伊麗莎白·波皮烏斯。
贝采利乌斯經常向德國化學家尤斯圖斯·馮·李比希主編的期刊投稿，但李比希會忽略他不認同的部分，或是頻繁地給予意見，這激怒了贝采利乌斯；當時，贝采利乌斯也正在與麥可·法拉第和讓-巴蒂斯特·杜馬爭執。此後，贝采利乌斯的健康急劇惡化，出現痛風和內出血，下肢癱瘓；1848年8月7日，他坐在輪椅上閱讀的時候與世長辭。贝采利乌斯的墳墓位於索爾納教堂的教堂墓地。

## 榮譽及紀念
贝采利乌斯被譽為現代化學發展的關鍵人物之一。他在1808年被瑞典皇家科學院選為成員；1843年，瑞典皇家科學院成員內部舉行籌款，委託畫家奧洛弗·約漢·瑟德爾馬爾克為贝采利乌斯繪製肖像畫，捐款者把這幅畫像作形容為科學院不能讓與的資產，提議把畫像掛在科學院的大廳。1836年，皇家學會向贝采利乌斯授予科普利獎章，以表揚他把定比定律應用於判定礦物質的構成。此外，贝采利乌斯在1818年被卡爾十四世·約翰冊封为贵族，後在1835年受封為男爵。
瑞典斯德哥爾摩的諾瑪姆斯托格廣場附近有一座以贝采利乌斯命名的貝采利公園，內有1858年建成的贝采利乌斯雕像。以他命名的事物還有林雪坪的貝采利烏斯學校。瑞典把贝采利乌斯稱為「瑞典化學之父」，把每年8月20日訂為「贝采利乌斯日」，也曾發行以他為題的郵票。

## 參註

#### 引用
1. ↑  . publications.iupac.org.   [2025-02-27]. （原始内容存档于2024-08-29）.
2. 1 2 3 4 5 6 7 8 9  Chemical Heritage Foundation.
3. 1 2 3 4 5 6 7 8 9 10 11 12 13  Pizzi 2004，第54頁.
4. 1 2  Szabadvary 1993，第126頁.
5. 1 2  Szabadvary 1993，第129頁.
6. ↑  Pizzi 2004，第54–55頁.
7. 1 2 3  Pizzi 2004，第55頁.
8. ↑  Bernhard 2013，第9頁.
9. 1 2 3 4 5 6 7  Szabadvary 1993，第130頁.
10. ↑  Furukawa 1994，第186頁.
11. ↑  Reilly 2013，第2–3頁.
12. 1 2  Royal Society of Chemistry.
13. ↑  Thomas 2002，第14頁.
14. 1 2  Enghag 2008，第438頁.
15. 1 2 3  Fontani, Costa & Orna 2014，第13頁.
16. ↑  Enghag 2008，第438–439頁.
17. ↑  Enghag 2008，第439頁.
18. ↑  Reilly 2013，第1–2頁.
19. 1 2 3  Reilly 2013，第2頁.
20. ↑  Saddow & Agarwal 2004，第4–5頁.
21. 1 2  Krebs 2006，第310頁.
22. 1 2 3 4 5 6 7  Szabadvary 1993，第140頁.
23. 1 2 3 4 5  Encyclopædia Britannica 1911.
24. 1 2 3  Purdue University.
25. 1 2 3  Jensen 2006，第1頁.
26. 1 2 3 4  Robertson 1975，第64頁.
27. ↑  Sutton 2008，第58頁.
28. 1 2 3 4 5 6  Sutton 2008，第60頁.
29. ↑  Lundgren & Bensaude-Vincent 2000，第233–234頁.
30. ↑  Nordisk familjebok 1905.
31. ↑  Encyclopaedia Britannica, inc 1992.
32. 1 2  Levere 2001，第101頁.
33. 1 2 3  Szabadvary 1993，第134頁.
34. ↑  Szabadváry 2016，第135頁.
35. ↑  Levere 2001，第101, 111頁.
36. ↑  Levere 2002，第101–102頁.
37. ↑  Levere 2001，第111頁.
38. ↑  University of California, Santa Barbara.
39. 1 2 3  Cybulski 2001，第16頁.
40. ↑  Carey 2000，第2頁.
41. ↑  American Chemical Society.
42. ↑  Percy 1832，第8頁.
43. ↑  Weeks 1968，第691頁.
44. ↑  Bernhard 2013，第25頁.
45. ↑  Pergamon Press 1837，第407頁.
46. ↑  Autoführer-Verlag 1963，第271頁.
47. ↑  Schult 2009，第248頁.
48. ↑  Linköping 2016.
49. ↑  Rao & Rao 2015，第67頁.

#### 文獻

##### 書目
- Bernhard, Carl Gustaf. . Elsevier. 2013. ISBN 9781483286877.
- Szabadvary, Ferenc. . CRC Press. 1993. ISBN 9782881245695.
- Fontani, Marco; Costa, Mariagrazia; Orna, Mary Virginia. . Oxford University Press. 2014. ISBN 9780199383351.
- Enghag, Per. . John Wiley & Sons. 2008. ISBN 9783527612345.
- Reilly, Conor. . Springer Science & Business Media. 2013. ISBN 9781475764949.
- Thomas, Jens. . Marshall Cavendish. 2002. ISBN 9780761412748.
- Saddow, Stephen E.; Agarwal, Anant K. . Artech House. 2004. ISBN 9781580537414.
- Krebs, Robert E. . Greenwood Publishing Group. 2006. ISBN 9780313334382.
- . Encyclopædia Britannica. 维基文库. 1911.
- . . Uggleupplagan. 3. Bergsvalan - Branstad. 1905  [2016-07-19]. （原始内容存档于2016-07-19）.
- 2. Encyclopaedia Britannica, inc. 1992. ISBN 9780852295533.
- Levere, Trevor H. . JHU Press. 2001. ISBN 9780801866104.
- Szabadváry, Ferenc. R. Belcher; L. Gordon , 编. . Elsevier. 2016. ISBN 9781483157122.
- Lundgren, Anders; Bensaude-Vincent, Bernadette (编). . Science History Publications. 2000. ISBN 9780881352740.
- Cybulski, Andrzej. . Gulf Professional Publishing. 2001. ISBN 9780444822024.
- Carey, Francis A.  4. McGraw-Hill. 2000. ISBN 9780072905014.
- Autoführer-Verlag, Baedekers. Baedeker, Hans , 编. . K. Baedeker. 1963.
- Schult, T. . Springer. 2009. ISBN 9780230236998.
- Rao, C N R; Rao, Indumati. . World Scientific. 2015. ISBN 9789814689076.
- Furukawa, Akira. . Ishiyaku EuroAmerica. 1994. ISBN 9781563860201.

##### 期刊
- Pizzi, Richard A.  (PDF). Today's Chemist at Work (American Chemical Society). 2004  [2016-07-12]. （原始内容存档 (PDF)于2019-05-02）.
- Jensen, William B.  (PDF). Journal of Chemical Education (American Chemical Society). 2006  [2016-07-16]. （原始内容存档 (PDF)于2016-07-16）.
- Robertson, A. J. B.  (PDF). Platinum Metals Review (Johnson Matthey Plc). 1975, 19 (2)  [2016-07-16]. （原始内容存档 (PDF)于2016-07-16）.
- Sutton, Mike.  (PDF). Chemistry World (Royal Society of Chemistry). 2008  [2016-07-16]. （原始内容存档 (PDF)于2016-07-16）.
- Weeks, Mary Elvira. Leicester, Henry Marshall , 编. . Journal of chemical education. 1968.
- . Journal of the Franklin Institute (Pergamon Press). 1837.
- Percy, Sholto. Nursey, Perry Fairfax , 编. . Iron: An Illustrated Weekly Journal for Iron and Steel Manufacturers, Metallurgists, Mine Proprietors, Engineers, Shipbuilders, Scientists, Capitalists (Knight and Lacey). 1832, 17.

##### 網頁
- . Chemical Heritage Foundation.   [2016-07-12]. （原始内容存档于2012-06-30）.
- . Royal Society of Chemistry.   [2016-07-14]. （原始内容存档于2015-01-17）.
- . Division of Chemical Education, College of Science, Purdue University.   [2016-07-16]. （原始内容存档于2016-07-16）.
- . UCSB Science Line. University of California, Santa Barbara.   [2016-07-17]. （原始内容存档于2016-07-17）.
- . American Chemical Society.   [2016-07-18]. （原始内容存档于2016-07-18）.
- . Linköping. 2016-06-21  [2016-07-19]. （原始内容存档于2016-07-19）.

## 延伸閱讀
- Johan Erik Jorpes. . University of California Press. 1970  [2016-07-19]. ISBN 9780520016286. （原始内容存档于2021-04-02）.
- Melhado, Evan M. . Almqvist & Wiksell. 1981. ISBN 9780299089702.
- Carl Gustaf Bernhard. . Elsevier. 2013  [2016-07-19]. ISBN 9781483286877. （原始内容存档于2021-04-02）.